# Jalistán

Bandera propuesta para Jalistán.

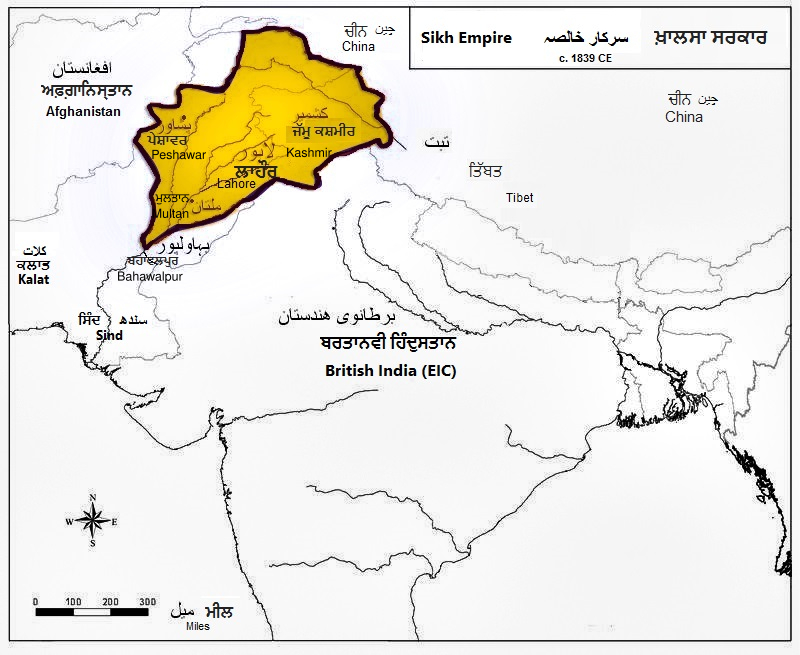
El Imperio Sij de Ranjit Singh en su apogeo en torno al año 1839; actualmente la mayoría del territorio está dentro de Pakistán.

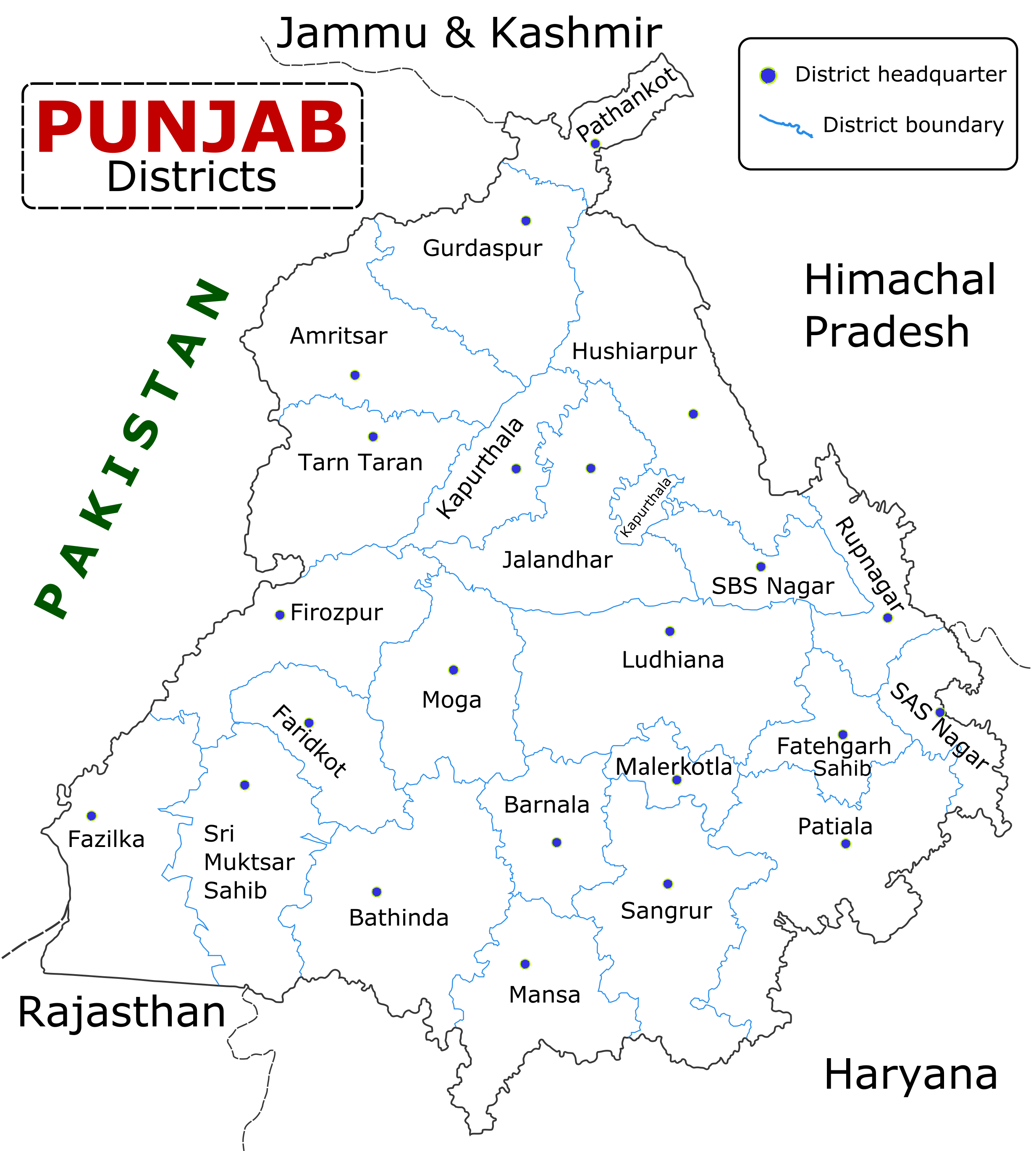
Mapa del actual estado indio de Punyab. Tras la partición de la India, Punyab Oriental se convirtió en PEPSU, que se dividió aún más en 1966 con la formación de los nuevos estados de Haryana e Himachal Pradesh, así como el actual estado de Punjab. Punjab es el único estado de la India con una población mayoritaria sij.

Jalistán (República Federal de Jalistán) es una propuesta que buscan grupos de separatistas sikhs (también conocidos como sijs) quienes aspiran a formar un Estado sij en la región histórica del antiguo Imperio sij, actual Punyab, Haryana, Himachal Pradesh, Chandigarh, Delhi, partes de Cachemira y Rajastán.
Dicho planteamiento recibe apoyo de líderes políticos y religiosos sikhs, así como de la inmensa mayoría de sijs en el mundo y por parte del gobierno de Pakistán (el cual, probablemente, apoye la formación del Estado sij más como una forma de debilitar a su rival India, de forma análoga a como India apoyó a los separatistas bengalíes que separaron Bangladés de Pakistán) y por parte del gobierno de Canadá (país con gran influencia cultural sij). Tanto el primer ministro de Canadá como altos cargos del gobierno pakistaní, apoyan la independencia de Jalistán.

## Historia
Los separatistas sijs afirman que el territorio sij del Indostán fue un reino independiente durante muchos siglos, hasta ser derrotados durante la segunda guerra anglo-sij en el siglo XIX tras lo cual, su reino fue anexado a la colonia británica de India por motivos administrativos, y que los sijs siempre han sido una nación soberana.
Algunos afirman [¿quién?] incluso que a los sijs se les prometió la emancipación de su territorio durante el proceso de independencia de la India de forma similar a como a los musulmanes indostaníes se les prometió Pakistán.
El esfuerzo de los separatistas sijs por lograr la emancipación de la nación sij llegó a su cenit en la década de 1980 lo que provocó un conflicto militar por parte del Gobierno Central Indio, desarrollando una limpieza étnica de los sijs similar al Holocausto Judío.
Grupos de sikhs fundamentalistas liderados por Sant Jarnail Singh Ji Bhindranwale declararon la independencia del país y el gobierno central de la India encabezado por Indira Gandhi respondió violentamente lo que terminó con el bombardeo del Templo de Oro (el lugar más sagrado del sijismo) y la matanza de miles de sikhs, considerado por la comunidad internacional, violaciones a los derechos humanos por parte de militares indios contra la minoría sikh (lo que incluiría arrestos arbitrarios, golpizas, violaciones de mujeres, etc.), así como el asesinato de Indira Gandhi por sus guardaespaldas sijs y posteriores pogromos contra la comunidad sij en represalia y limpiezas étnicas.
Grupos sijs todavía abogan por la independencia de su nación y en 2020 se han propuesto realizar un referéndum en más de 20 países con población sij.
El Gobierno Central Indio teme a la independencia de Jalistán ya que esto podría desencadenar consecuencias económicas para el país, ya que se trata de la zona más próspera y desarrollada del país.